# Elias Magloire Durand
Élie (o Elias) Magloire Durand ( * 25 de enero 1794, Mayenne - 14 de agosto de 1873, Filadelfia) fue un farmacéutico, botánico y briólogo francés. Durand fue farmacéutico en la Armada francesa de 1813 a 1814. Emigrará a EE. UU. en 1816, y abre una farmacia en Filadelfia en 1825. Se casa con Polymnia Rose Ducatel en 1822, muriendo ese mismo año; casándose en segundas nupcias tres años más tarde con Marie Antoinette Berauld. Era un enfervorizado estudioso de la flora regional; adquiriendo el herbario de Thomas Nuttall (1786-1859) y de Constantine S. Rafinesque (1783-1840). Sus colecciones llegaron a contener no menos de cien mil especímenes y diez mil especies.

## Algunas publicaciones
- "Obituary of François André Michaux". En American Journal of Science, 2ª series, 1857, pp. 161-177
- "Biographical Memoir of the late François André Michaux". En Transactions of the American Philosophical Society, 11, p. 17, 1860

## Honores
Es designado miembro de la Academia de Ciencias Naturales de Filadelfia en 1825 y de la American Philosophical Society en 1854. Será vicepresidente del Colegio de Farmacias en 1844, e introduciendo numerosas nuevas técnicas.

### Epónimos
- (Cyperaceae) Durandia Boeckeler[2]

## Fuente
- Biografía del Proyecto Darwin de la Universidad de Cambridge, en Traducción automática de Google a español

- Biografía de la "Illinois Mycological Association", en Traducción automática de Google a español